# Helicoconis hirtinervis
Helicoconis hirtinervis är en insektsart som beskrevs av Bo Tjeder 1960. Helicoconis hirtinervis ingår i släktet Helicoconis och familjen vaxsländor. Inga underarter finns listade i Catalogue of Life.